# Enden
Enden mjällschampo är en produkt från Hardfordkoncernen.
Enden introducerades på den svenska marknaden på 1950-talet och är ett av de äldsta varumärkena bland mjällschampon. Enden reducerar förekomsten av mjäll och mjällbildning.